# Sardana revessa
La sardana revessa és una modalitat de la sardana. Concebuda com un repte, l'objectiu d'una sardana revessa és esbrinar-ne el tiratge, això és, saber quants compassos formen els curts i quants els llargs. La persona que intenta resoldre sardanes revesses, i també qui les compon, és anomenada revessaire.
La web www.revesses.cat ensenya a resoldre sardanes revesses.

## Modalitats de competició
Les sardanes revesses s'executen principalment en dues modalitats: 
- Concurs individual de sardanes revesses. En ell els revessaires seuen en un auditori o similar davant de la cobla, la qual interpreta diverses (normalment vuit) sardanes revesses. Cadascuna d'aquestes sardanes està formada per dues tirades de curts, dues de llargs i una de curts, i els revessaires han de lliurar una butlleta amb el tiratge de la revessa abans que acabi la seva interpretació, és a dir, abans de la fi de la tercera tirada de curts. Cada sardana encertada atorga 20 punts; si només se n'encerta el tiratge de curts són 5 punts, si només el de llargs són 4 punts. La suma de tots els punts dona la puntuació del concursant.
- Sardana revessa dins un concurs de colles sardanistes. Habitualment un concurs de colles conté una sardana revessa. Aquesta sardana consta de 8 tirades (dues de curts, dues de llargs, dues de curts i dues de llargs), i és ballada per les colles participants. Durant la interpretació de la revessa el revessaire s'està al costat de la colla fins a resoldre-la (com a màxim, fins al compàs 10 de la quarta tirada de curts), moment en què lliura una butlleta amb el tiratge al jurat. La colla, ja sense el revessaire, ha de continuar ballant fins a la fi de la sardana. La quarta tirada de llargs, a més, s'ha de ballar separada de la tercera, i repartint-la correctament.

La Unió de Colles Sardanistes organitza cada any el Campionat Individual de Sardanes Revesses. Les categories dels concursants són infantils, juvenils, grans i veterans. Cada any se celebra arreu de Catalunya un nombre variable, comprès entre 6 i 15, de concursos individuals vàlids per al Campionat.

## Compositors
Al llarg dels darrers cent anys hi ha hagut força compositors de sardanes revesses. Alguns autors rellevants en aquest camp són:
- Antoni Agramont. Se li atribueix la primera sardana revessa.
- Bartomeu Vallmajó. Restricció dels tiratges a curts 16-49 i llargs 50-99.
- Josep Casas i Devesa. Hom li adjudica l'autoria de més de 500 revesses.
- Albert Sanahuja i Puig
- Josep Maria Boix i Rissech
- Joaquim Tristany i Gual. Formulador de la revessa moderna.
- Carles Santiago i Roig
- Sebastià Figuerola i Escusa
- Jaume Banet i Illa
- Agustí Cohí Grau
- Daniel Gasulla

Molts altres autors han conreat aquest gènere de forma ocasional: Pere Aubert (Olot), Francesc Bofarull (Valls), Lluís Buscarons, Max Havart (Catalunya Nord), Francesc Juanola, Florenci Mauné, Vicenç Mora, Manuel Pedragosa (Igualada), Josep Maria Roglan, Josep Maria Ruera (Granollers), Manuel Saderra i Puigferrer, Antoni Suñé, Eduard Toldrà, Ramon Vilà, Joan Manuel Paños...